# Juan Francisco de la Bodega y Quadra
Juan Francisco de la Bodega y Quadra (Lima, bautizado el 3 de junio de 1744 – México, 26 de marzo de 1794) fue un oficial hispano-peruano de la Armada española. Navegó desde el puerto de San Blas, en el actual estado de Nayarit, México, entre 1774 y 1788 y exploró toda la costa noroeste de América por el Océano Pacífico hasta Alaska.

## Carrera
Su padre, Tomás de la Bodega Quadra y de las Llanas, proveniente de la nobleza montañesa de Cantabria, con alianzas importantes como los de la Colina, de la Llamosa y Rasines entre otros, se había casado con una criolla, Francisca de Mollinedo y Losada, de la aristocracia limeña. Pronto se situó entre la élite de Lima.
Después de haber iniciado sus estudios en el jesuita Colegio Mayor de San Martín, de la Real y Pontificia Universidad de San Marcos de Lima, ingresó en la Academia Naval de Cádiz a la edad de 19 años, en donde obtuvo, cuatro años más tarde, el título de oficial.

### La expedición de 1775
En 1775 bajo el mando del teniente Bruno de Heceta, realizó una expedición a la costa noroeste de América. Esta seguía una expedición anterior de 1774 que no había conseguido reivindicar esta costa para España. La expedición estaba formada por dos barcos: el Santiago, dirigido por Heceta y la goleta Sonora, dirigida por el teniente Juan Francisco de la Bodega y Cuadra (un tercer barco, el San Carlos partió junto a ellos pero se desvió al comenzar la misión para explorar la bahía de San Francisco y no llegó a encontrar a los otros dos barcos para continuar la expedición). Bodega obtuvo el cargo de segundo oficial en el Sonora, a pesar de que tenía mejores cualificaciones que los demás. De hecho, tenía todas las cualificaciones necesarias para un puesto de oficial, pero por no haber nacido en la Península, sufrió los prejuicios que había en aquella época.[cita requerida]
La expedición tenía órdenes de explorar la costa y desembarcar de forma que los nuevos territorios fueran reconocidos como españoles. También tenían órdenes de identificar los asentamientos rusos.
Los barcos dejaron San Blas el 16 de marzo de 1775. Diversos factores retrasaron el progreso de la expedición, entre ellos las enfermedades (escorbuto especialmente), las tormentas, la mala capacidad de navegación de la Sonora, así como otros incidentes. El 14 de julio de 1775 alcanzaron las cercanías de Point Grenville, en el actual Washington, Estados Unidos. Los indios habían sido amistosos hasta este punto, por lo que algunos marineros fueron enviados a tierra para recoger agua. Cuando, de repente, fueron masacrados por unos 300 indios que los atacaron desde los bosques. Todo esto ocurrió mientras el resto de los marineros lo veían desde los barcos. Bodega ordenó abrir fuego, pero el barco se encontraba demasiado lejos de la costa.
Afectado por este desastre, Heceta decidió volver a México. Pero Bodega rechazó esta opción sin haber completado el punto principal de la misión, que era la localización de los asentamientos rusos. Bodega continuó hacia el norte a bordo del Sonora y llegó hasta las proximidades de la actual Sitka (59.º latitud norte), en Alaska, el 15 de agosto de 1775, recorriendo la costa de forma rigurosa en busca de asentamientos rusos siguiendo todos los rumores que descubría en su trayecto. Sin encontrar asentamientos rusos, decidieron volver hacia el sur. En el viaje de vuelta se aseguraron de tomar tierra en una ocasión para reclamar el territorio para España.
Esta expedición hizo ver a los españoles que los rusos no tenían una gran presencia en la costa americana del Pacífico.

### La expedición de 1779
El 11 de febrero de 1779, las fragatas Princesa y Favorita, bajo el mando del teniente Ignacio de Arteaga y Bazán y con el teniente Bodega y Cuadra como segundo, partieron nuevamente de San Blas. Con la excusa de su mayor antigüedad, se le otorgó el mando a Arteaga, aun a pesar de los notables méritos de Bodega; posiblemente por la predisposición en la Marina española a entregar el mando a oficiales peninsulares.[cita requerida] Su misión era explorar la costa noroeste y no interferir con los navegantes ingleses que asumían que habría en la zona. Se cartografió cada bahía y ensenada en busca del Paso del Noroeste llegando hasta los 58.º 30' norte antes de volver desde Alaska a causa del mal tiempo. Este viaje completó el complejo proceso de reclamación del Noroeste Pacífico para la corona de España.
En 1780 se le entregó el mando del departamento de San Blas, en Nueva España (actual México), como recompensa a sus logros. San Blas, aunque lugar bastante insalubre, era un emplazamiento de importancia estratégica. Poco después de un año, Bodega fue relevado (posiblemente por problemas de salud).
Bodega regresó al Perú y pasó unos años entre La Habana y la península, en los que no se le encomendó ninguna misión de importancia. En este tiempo Bodega escribía al ministro Valdés pidiéndole su vuelta a ultramar.

### Negociación sobre la soberanía del Pacífico noroeste de 1792
En 1789 a Bodega se le ordenó volver a comandar el departamento novohispano de San Blas. Con el objetivo de negociar la soberanía de la costa americana del Pacífico Noroeste y la negociación del ambiguo tratado acordado en El Escorial, el ya capitán Bodega y Cuadra, como comisionado de España debido a su puesto como responsable del departamento de San Blas, se reunió con el capitán británico George Vancouver en la isla de Nutca en agosto de 1792. Aunque ambos mantuvieron buenas relaciones, fueron incapaces de llegar a un acuerdo sobre los detalles cubiertos por el tratado. Bodega estaba en contra de las directrices llegadas de España que le indicaban que debía ceder la isla, porque defendía que la presencia española era anterior y los informes del capitán John Meares eran incorrectos. Tras largas, aunque muy amistosas, negociaciones con el capitán Vancouver, ambos estuvieron de acuerdo en enviar los puntos en desacuerdo a sus respectivos gobiernos. Durante las reuniones Bodega pidió a Vancouver bautizar "algún puerto o isla con el nombre de ambos". Puesto que se había descubierto que Nutca estaba sobre una isla, Vancouver le respondió que el lugar de sus encuentros podría llevar el nombre de "Isla de Quadra y Vancouver". Con este nombre se introdujo en las cartas de navegación, pero este nombre pronto fue acortado a Isla de Vancouver. Algunos historiadores incluso afirman que esto se hizo de forma deliberada por parte de los cartógrafos de la Compañía de la Bahía de Hudson para borrar cualquier evidencia de que los británicos no habían sido la potencia preeminente en la región antes que cualquier otra potencia europea.
El 11 de enero de 1794, España y el Reino Unido de Gran Bretaña firmaron un acuerdo por el cual accedían a abandonar la región (la tercera Convención de Nutca).
De regreso a San Blas, Bodega enfermó, seguramente debido al insalubre clima de este lugar. Fallecería el 29 de marzo de 1794, mientras se encontraba en Ciudad de México. Fue enterrado en el Convento de San Fernando.

## Reconocimientos
Muchos accidentes de la costa del Pacífico de Norteamérica han sido nombrados en su honor, como la bahía de Bodega, en California, donde ancló el 3 de octubre de 1775.